# Lillestrøm Station
Lillestrøm Station (Lillestrøm stasjon) er en jernbanestation, der ligger i Lillestrøm i Norge.
Stationen er det eneste stop for Flytoget, lufthavns-toget mellem Oslo og Oslo Lufthavn, Gardermoen (på Gardermobanen). Stationen er også central for NSB's tog på Hovedbanen og Kongsvingerbanen, med tog nordover til Eidsvoll, Kongsvinger, Lillehammer og Trondheim og sydover til Oslo, Drammen, Kongsberg og Skien. Nær stationen ligger Lillestrøm Busterminal, der er endestation for mange af Ruters buslinjer..
Den første stationen i Lillestrøm åbnede 1. september 1854 sammen med Hovedbanen, Norges første jernbane. Stationen, der lå på vestsiden af Nitelva, var forsynet med en stationsbygning, der var opført efter tegninger af Heinrich Ernst Schirmer og Wilhelm von Hanno. Den stod helt frem til 1987. Ved Kongsvingerbanens åbning i 1862 blev der anlagt en ny station øst for Nitelva med en ny stationsbygning. Den er også revet ned nu. Den stationsbygning som de fleste forbinder med Lillestrøm blev opført i 1930 efter tegninger af Gudmund Hoel og taget i brug i november 1934. Den er stadig det store blikfang ved stationen, men den bygning der bruges i dag er tegnet af Arne Henriksen og blev taget i brug ved Gardermobanens åbning i 1998.
To godstog kolliderede på stationen 5. april 2000, og der opstod brand i vogne lastet med 94 tons propan. Der var risiko for eksplosion, og ca. 2.000 mennesker blev evakueret.